# Амбазак
Амбазак (на френски: Ambazac) е община в департамент От Виен, регион Нова Аквитания, Франция. Има население от 5639 души и обща площ от 57,83 km2. Намира се на 243 – 666 m надморска височина. Пощенският ѝ код е 87240.